# Ołeksij Boruta
Ołeksij Wiktorowycz Boruta (ukr. Олексій Вікторович Борута ; ur. 30 czerwca1996) – ukraiński zapaśnik startujący w stylu wolnym. Zajął dwudzieste miejsce na mistrzostwach świata w 2022. 
Piąty na mistrzostwach Europy w 2025. Srebrny medalista MŚ wojskowych w 2016 i brązowy w 2025. Mistrz Europy U-23 w 2018 roku.